# Kanton Saint-Blin
Kanton Saint-Blin (fr. Canton de Saint-Blin) byl francouzský kanton v departementu Haute-Marne v regionu Champagne-Ardenne. Tvořilo ho 15 obcí. Zrušen byl po reformě kantonů 2014.

## Obce kantonu
- Aillianville
- Busson
- Chalvraines
- Chambroncourt
- Humberville
- Lafauche
- Leurville
- Liffol-le-Petit
- Manois
- Morionvilliers
- Orquevaux
- Prez-sous-Lafauche
- Saint-Blin
- Semilly
- Vesaignes-sous-Lafauche